# George W. De Long
George Washington De Long (22. srpna 1844 – 31. října 1881) byl důstojník amerického námořnictva, který velel neúspěšné expedici s cílem dosáhnout severní pól.

## Život
Narodil se v New Yorku, studoval na námořní akademii, dokončil ji roku 1865. V roce 1879, podporován Jamesem Gordonem Benettem, majitelem novin New York Herald, a pod záštitou amerického námořnictva, korvetní kapitán De Long vyplul z San Francisca s lodí USS Jeannette s plánem najít rychlou cestu k severnímu pólu přes Beringův průliv.
Během cesty výprava shromažďovala vědecké údaje a vzorky fauny. De Long v roce 1881 také objevil tři ze skupiny De Longových ostrovů (součást Novosibiřských ostrovů) a prohlásil je za území Spojených států.
V září 1879 byla loď uvězněna v ledu v Čukotském moři severovýchodně od Wrangelova ostrova. Byla unášena severozápadním směrem, dokud nebyla rozdrcena ledem a potopena 12. června 1881 ve Východosibiřském moři. Členové posádky lodi se pak pokusili dosáhnout pobřeží Sibiře pochodem po ledu. S sebou táhli tři malé čluny. Po dosažení otevřené vody 11. září se rozdělili a jeden z člunů pod velením Charlese W. Chippa zmizel beze stopy. De Longův člun dosáhl země, ale pouze dva muži, kteří byli vysláni pro pomoc, přežili. Třetí člun pod velením hlavního inženýra Georga W. Melvilla doplul do delty Leny a jeho posádka byla zachráněna.
De Long a posádka jeho člunu zemřeli hlady, jejich těla byla objevena Melvillem o několik měsíců později. Celkem při neúspěšné expedici zahynulo dvacet členů posádky, dále byli ztraceni další lidé při pátracích akcích.
De Long a pět jeho mužů jsou pohřbeni na hřbitově Woodlawn Cemetery v Bronxu.
Celkem tři lodě amerického námořnictva byly pojmenovány USS DeLong na jeho počest, stejně jako De Longovy hory na severozápadní Aljašce.
Roku 1890 důstojníci a mužstvo amerického námořnictva věnovali žulový a mramorový pomník památce De Longa a posádky USS Jeannette. Pomník navrhl George Partridge Colvocoresses. Je tvořen křížem s vyřezávanými rampouchy, usazeným na vrcholu mohyly. Pomník je vysoký 7,3 m a je umístěn na hřbitově americké námořní akademie.

## V kultuře
- Tom Witgen: V proudech ledového oceánu (1979, Eismeerdrift), dobrodružný historický román, česky Naše vojsko, Praha 1985

## Odkazy

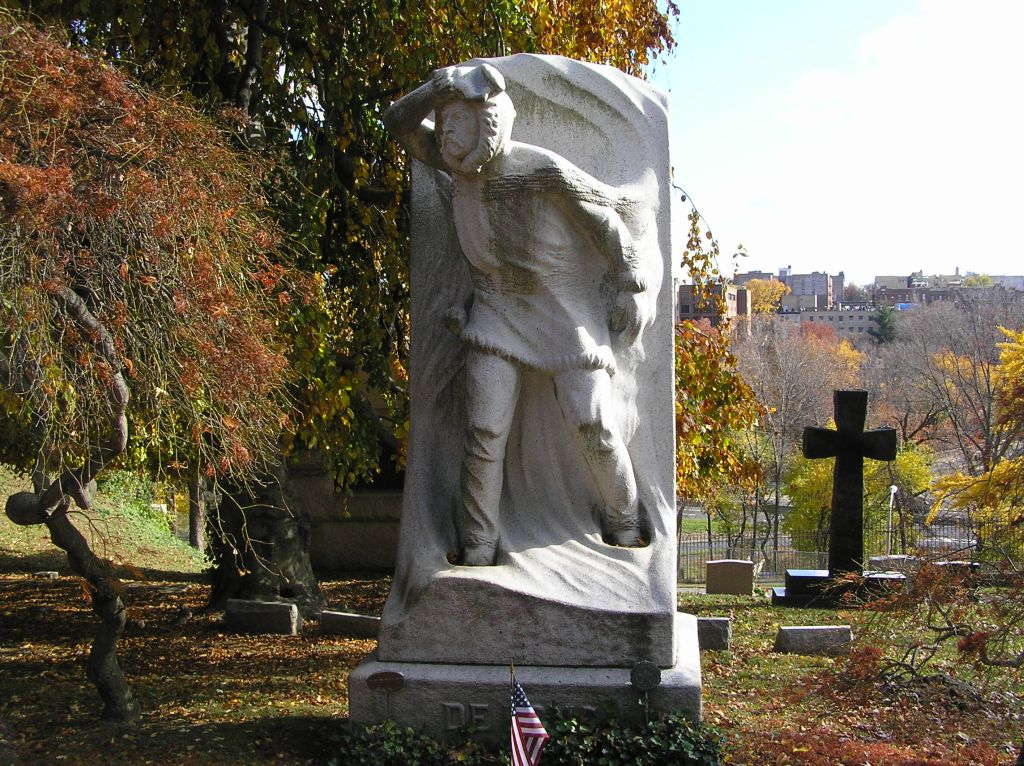
De Longův hrob